# Birutė Galdikas
Birutė Marija Filomena Galdikas, OC, född 10 maj 1946 i Wiesbaden i Tyskland, är en kanadensisk antropolog, primatolog, miljövårdare, etolog och författare till flera böcker som rör utrotningshotade orangutanger, särskilt borneoorangutang. Hon är 2014 professor vid Simon Fraser University i Burnaby, Kanada, där hon specialiserat sig på studier av primaters beteende, ekologi och evolution, med särskilt fokus på orangutanger. Galdikas är välkänd inom den moderna primatologin och är erkänd som en ledande auktoritet på orangutanger. Innan hennes fältstudier av orangutanger, visste vetenskapsmän lite om arten.
1995 fick hon utmärkelsen Order of Canada.

## Uppväxt och utbildning
Galdikas föddes den 10 maj 1946 i Wiesbaden, Tyskland, av litauiska föräldrar. Hon blev senare naturaliserad kanadensare och växte upp i Toronto.
I college studerade hon psykologi och biologi. År 1966 avlade Galdikas sin kandidatexamen i psykologi och zoologi, gemensamt utfärdat av University of British Columbia och University of California, Los Angeles, magisterexamen i antropologi vid UCLA 1969 och 1978 disputerade i antropologi, även det på UCLA. Det var där, som en doktorand, hon första gången träffade den berömda brittiska paleoantropologen Louis Leakey och uttryckte sin önskan att studera orangutanger i deras naturliga livsmiljöer.

## The Trimates
Galdikas blev en pionjär i studerandet av orangutanger, en intelligent människoapa med långa armar och spektakulärt röda hår, i naturen utspridda i delar av Indonesien och Malaysia. År 1971 anlände Galdikas och hennes dåvarande make, fotografen Rod Brindamour i naturreservatet Tanjung Puting, på den indonesiska ön Borneo. Galdikas blev då den tredje i en kvinnlig trio, handplockade av Leakey för att studera människans närmaste släktingar, de andra människoaporna, i sin naturliga miljö. Den trion kallades ibland för The Trimates och bestod utöver Galdikas av Jane Goodall, som studerade schimpanser, och Dian Fossey, som studerade bergsgorillor, både Goodall och Fossey dock i Afrika.
Leakey och National Geographic Society hjälpte Galdikas att ursprungligen inrätta sin forskningsstation för att bedriva fältstudien om orangutanger på Borneo. Innan Leakeys beslut att utse Galdikas som den tredje Trimate förstods mycket mindre om  orangutang än om de afrikanska stora aporna.

## Forskning och opinionsbildning
Vid 25 års ålder kom Galdikas till Borneo för att börja sina fältstudier av orangutanger i en djungelmiljö, extremt ogästvänlig för de flesta västerlänningar. Galdikas fortsatte att göra många ovärderliga bidrag till den vetenskapliga förståelsen av Indonesiens biologiska mångfald och regnskogen som helhet, samtidigt som hon också gav orangutangerna uppmärksamhet i den övriga världen.
När hon kom till Borneo bosatte sig Galdikas i en primitiv bark- och halmhydda på en plats som hon döpte till "Camp Leakey", nära kusten till Javasjön. Väl där stötte hon på många pansarsimpor, horder av iglar och svärmar av köttätande insekter. Men hon framhärdade och stannade där i över 30 år samtidigt som hon blev en frispråkig förkämpe för orangutanger och bevarandet av deras naturliga habitat i regnskogen, som snabbt håller på att ödeläggas genom avverkning, palmoljeplantager, guldgrävare och onaturliga bränder.

## I media
Galdikas har medverkat i bland andra tidskrifterna Life, The New York Times, The Washington Post, Los Angeles Times, många tv-dokumentärer och två gånger medverkat på omslaget av National Geographic. Andra dokumentärer hon medverkat i är Born to be wild 3D, Nature (gick som TV-serie 2005), Life and Times (gick som TV-serie 1996), 30 Years of National Geographic Specials, Orangutans: Grasping the Last Branch och The Last Trimate.